# Trey Davis
Curtis Lee „Trey” Davis III (ur. 26 maja 1993 w DeSoto) – amerykański koszykarz, występujący na pozycji rozgrywającego.
W 2018 rozegrał cztery spotkania, podczas letniej ligi NBA, w barwach Boston Celtics.
26 sierpnia 2018 został zawodnikiem MKS Dąbrowy Górniczej. 29 grudnia 2018 opuścił klub. Trey Davis grał w takich klubach jak: Sigal Prisztina (Kosowo), Eisbaren Bremerhaven (druga liga niemiecka), Reale Mutua Turyn (druga liga włoska), Melilla Ciudad Del Deporte (druga liga hiszpańska) oraz rozgrywał mecze w Indonezji (Satria Muda Petramina Dżakarta).
W styczniu 2025 rozpoczął testy i ostatecznie podpisał umowę z PGE Spójnią Stargard. W debiucie w meczu z Dzikami Warszawa, 18 stycznia 2025 zdobył trzy punkty (celna trójka na dwie próby) później swojego dorobku punktowego nie powiększył, jako rozgrywający miał trzy asysty, spudłował trzy rzuty za 2 pkt, zanotował 3 zbiórki, tyle samo asyst i strat, jeden przechwyt i dwukrotnie został zablokowany w akcjach podkoszowych, zagrał tylko 8 minut. Trener Spójni Andrej Urlep wskazał, że fizycznie nie był przygotowany do tego meczu.

## Osiągnięcia
Stan na 11 listopada 2018, na podstawie, o ile nie zaznaczono inaczej.
NCAA
- Uczestnik turnieju NCAA (2014)
- Zaliczony do I składu All-District I (2016 przez U.S. Basketball Writers Association)
- Zawodnik tygodnia konferencji Atlantic 10 (21 grudnia 2015)

Indywidualne
- MVP kolejki EBL (3, 5 – 2018/2019)[11][12]